# دیرک هارتوگ

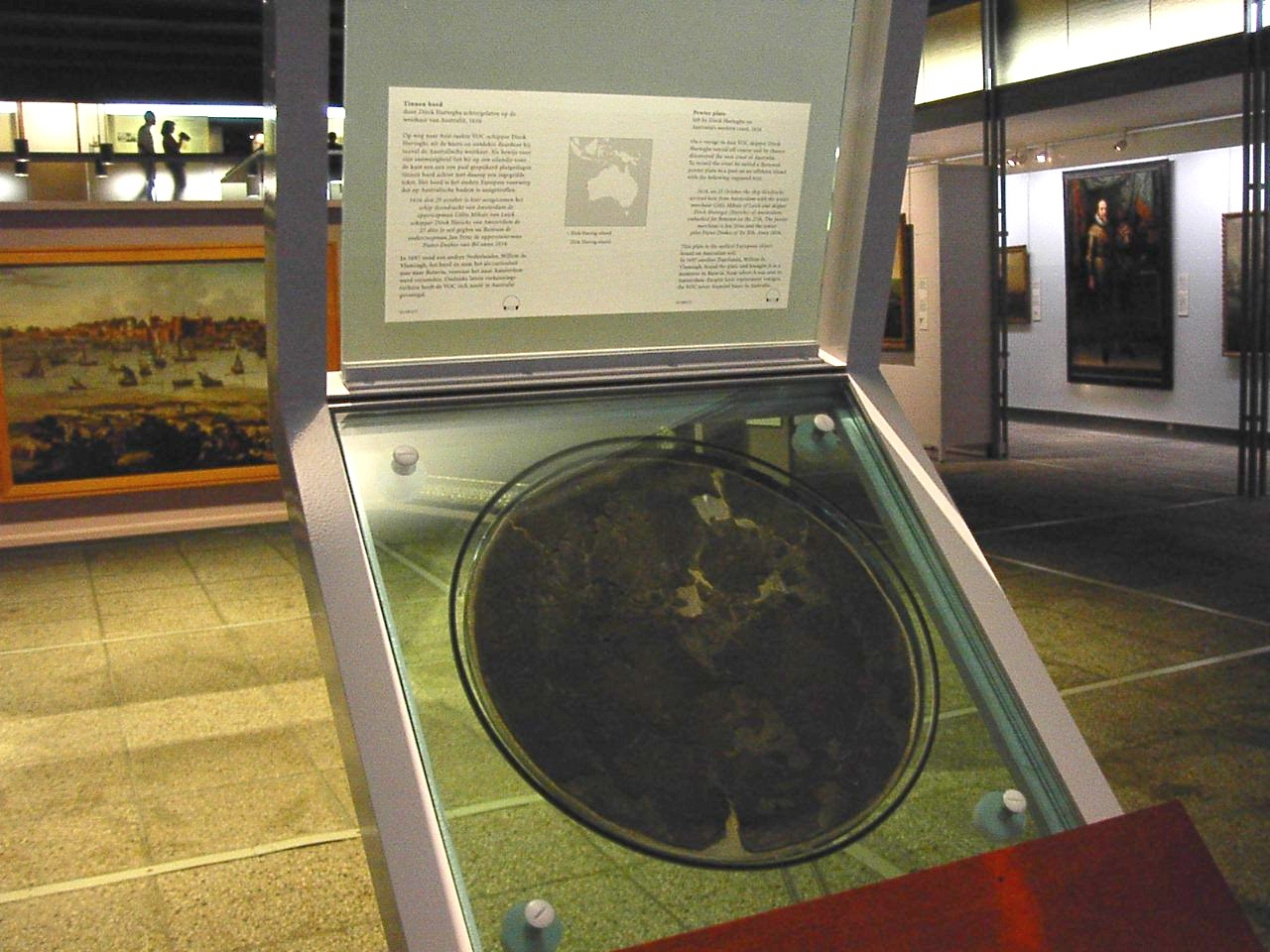
بشقاب دیرک هارتوگ در موزه ملی آمستردام

دیرک هارتوگ (Dirk Hartog) (زادهٔ ۳۰ اکتبر ۱۵۸۰ – درگذشتهٔ ۱۱ اکتبر ۱۶۲۱)، ملوان و کاوشگر هلندی قرن هفدهم بود. گروه اکتشافی دیرک هارتوگ، دومین گروه اروپایی بود که به استرالیا وارد شد و اولین گروهی بود که برای ثبت حضورش در آنجا، ظرفی دست‌ساز به نام لوح هارتوگ را برجا گذاشت. نام او گاهی به‌صورت Dirck Hartog یا Dierick Hartochszch نوشته می‌شد. ارنست جایلز، او را تئودوریک هارتوگ خطاب کرده‌است. جزیرهٔ دیرک هارتوگ در استرالیای غربی به افتخار او نام‌گذاری شده‌است.

## دوران زندگی
هارتوگ که خانواده‌ای دریانورد چشم به جهان گشود، در ۳۰ سالگی، اولین کشتی خود را فرماندهی کرد و به مدت چند سال به داد و ستدهای تجاری موفقیت‌آمیز در دریاهای بالتیک و مدیترانه مشغول بود.
در سال ۱۶۱۶، هارتوگ به استخدام کمپانی هند شرقی هلند (به هلندی: Vereenigde Oostindische Compagnie که معمولاً به اختصار VOC نامیده می‌شود) درآمد و به عنوان کاپیتان کشتی ایندراخت (به معنی «وحدت» یا «سازگاری») در ناوگانی که از هلند به کمپانی هند شرقی هلند می‌رفت، منصوب شد.
هارتوگ در ژانویهٔ ۱۶۱۶ به همراه چندین کشتی دیگر از کمپانی VOC، سفر دریایی خود را آغاز کرد، اما به علت طوفان از آنها جدا شد و به‌طور مستقل به دماغهٔ امید نیک (بعدها به مکانی از کیپ تاون، آفریقای جنوبی تبدیل شد) رسید. سپس هارتوگ به کمک «البته شاید» بادهای قوی غربی موسوم به «بادهای چهلگان» از میان اقیانوس هند به سمت باتاویا (جاکارتای کنونی) حرکت کرد. هندریک بروور، دریانورد هلندی پیشتر، از این بادها به عنوان راهی برای سریع‌تر رسیدن به جاوا یاد کرده بود.
در ۲۵ اکتبر ۱۶۱۶، حدوداً در عرض جغرافیایی ۲۶ درجهٔ جنوبی، هارتوگ و خدمه‌اش بر خلاف انتظار به «جزایر متعددی رسیدند که هرچند، خالی از سکنه بودند». او به جزیره‌ای در نزدیکی سواحل خلیج کُوسه در استرالیای غربی رسید که اکنون به افتخار او جزیرهٔ دیرک هارتوگ نامیده می‌شود. گروه هارتوگ دومین گروه اکتشافی اروپایی بود که به قارهٔ استرالیا وارد شد، پیش از آن ویلم جانزون در سال ۱۶۰۶ موفق به انجام این کار شده بود. با این حال، گروه هارتوگ اولین گروهی بود که از مسیر خط ساحلی غربی این کار را انجام داد.
هارتوگ سه روز را صرف بررسی خط ساحلی و جزایر اطراف کرد. آن منطقه را به افتخار کشتی هارتوگ، ایندراختسلند نامیدند، اگرچه آن نام ماندگار نشد. هارتوگ پیش از ترک آنجا، ظرفی از جنس مفرغ را بر روی دیرکی چسباند که در حال حاضر به لوح هارتوگ معروف است و روی آن تاریخچهٔ بازدید خود از جزیره را حک کرد. بر روی ظرف، متن زیر نوشته شده بود:
در ۲۵ اکتبر ۱۶۱۶، کشتی ایندراخت از آمستردام رسید: مباشر کشتی ژیل میبی از شهر لیژ، کاپیتان دریک هارتوگ از آمستردام. در ۲۷، کشتی دوباره به سمت بانتام حرکت کرد. معاون مباشر کشتی، جان استین، سکاندار پیتر دورس از بیل در سال ۱۶۱۶.
هارتوگ که چیز جالبی پیدا نکرده بود، حرکت خود را به سمت شمال و در امتداد این خط ساحلی ناشناخته در استرالیای غربی ادامه داد و تا حدود عرض جغرافیایی ۲۲ درجهٔ جنوبی، نقشه‌های دریایی تهیه کرد. سپس کرانهٔ ساحلی را ترک و به سمت باتاویا حرکت کرد و سرانجام در دسامبر ۱۶۱۶، حدود پنج ماه پس از زمان مورد انتظارش، به سلامت به آنجا رسید.
دیرک هارتوگ پس از بازگشت به آمستردام در سال ۱۶۱۸، کمپانی VOC را ترک کرد و داد و ستدهای تجاری خود را در بالتیک از سر گرفت.

## پی‌نوشت
در سال ۱۶۱۹، فردریک دو هاتمن، با کشتی کمپانی VOC به نام دوردرخت و جاکوب ددل در کشتی دیگری از کمپانی VOC به نام آمستردام، مکانی را در سواحل استرالیا در نزدیکی شهر پرت کنونی شناسایی کردند که آن را ددلزلند نامیدند. آنها پس از حرکت به سمت شمال در امتداد کرانهٔ ساحلی به ایندراختسلند رسیدند. هاتمن در خاطراتش این سواحل را با سرزمین ساحلی مارکوپولو یا لوکاچ شناسایی کرد، همان‌طور که در نقشه‌های پتروس پلانسیوس و یان هویگن ون لینشوتن نیز نشان داده شده‌اند.
هشتاد سال بعد، در ۴ فوریه ۱۶۹۷، کاوشگر هلندی، ویلم دو ولامینگ به آن جزیره رسید و به‌طور تصادفی لوح هارتوگ که در ماسه نیمه مدفون شده بود را پیدا کرد. او آن لوح را با لوحی جدید تعویض و دوباره نوشتهٔ هارتوگ را روی آن حک کرد و یادداشت‌هایی از خودش را نیز به آن افزود و لوح اصلی هارتوگ را به آمستردام برگرداند که اکنون در موزهٔ ملی آمستردام قرار دارد.
در سال ۲۰۰۰، لوح هارتوگ به‌طور موقت به استرالیا بازگردانده شد تا در نمایشگاهی در موزهٔ ملی دریایی استرالیا در سیدنی به نمایش گذاشته شود. این اقدام منجر به پیشنهادهایی شد مبنی بر اینکه این لوح که به عنوان قدیمی‌ترین اثر مکتوب شناخته شده از تاریخ اروپای استرالیا تلقی می‌شود، بهتر است برای موزهٔ استرالیا خریداری شود، اما مقامات هلندی به صراحت اعلام کردند که این لوح فروشی نیست.
در سال‌های ۱۹۶۶ و ۱۹۸۵، تصویر هارتوگ و کشتی‌اش روی تمبرهای پُستی استرالیا منقوش شد. در سال ۲۰۱۶، ضراب‌خانهٔ پرت برای بزرگداشت چهارصدمین سالگرد ورود هارتوگ به استرالیا، یک سکهٔ نقرهٔ (۳۱ گرمی) را ضرب کرد.
جزیره‌ای که در خلیج کوسه در استرالیای غربی هارتوگ به آن وارد شده بود، جزیرهٔ دیرک هارتوگ نام گرفت. در آمستردام، کانبرا و چهارده شهر دیگر استرالیا، خیابان‌هایی به افتخار هارتوگ نام‌گذاری کرده‌اند.